# Пенллин
Пенллин (буквально «голова озера», имеется в виду Ллин Тегид) был средневековым кантревом, первоначально принадлежавшим Королевству Поуис, но затем аннексированный Гвинеддом. Он состоял из коммотов Эдейрнион, Динмайл, Пенллин Ис Треуерин и Пенллин Иух Треуерин (что означает «ниже» и «выше» «реки Треверин»).
На западе граничил с Динодингом, на юго-западе с Мейриониддом, на севере с Гвинедом, на северо-востоке был Догвейлинг, а позже Тегеингл; остальная граница была с Поуисом.

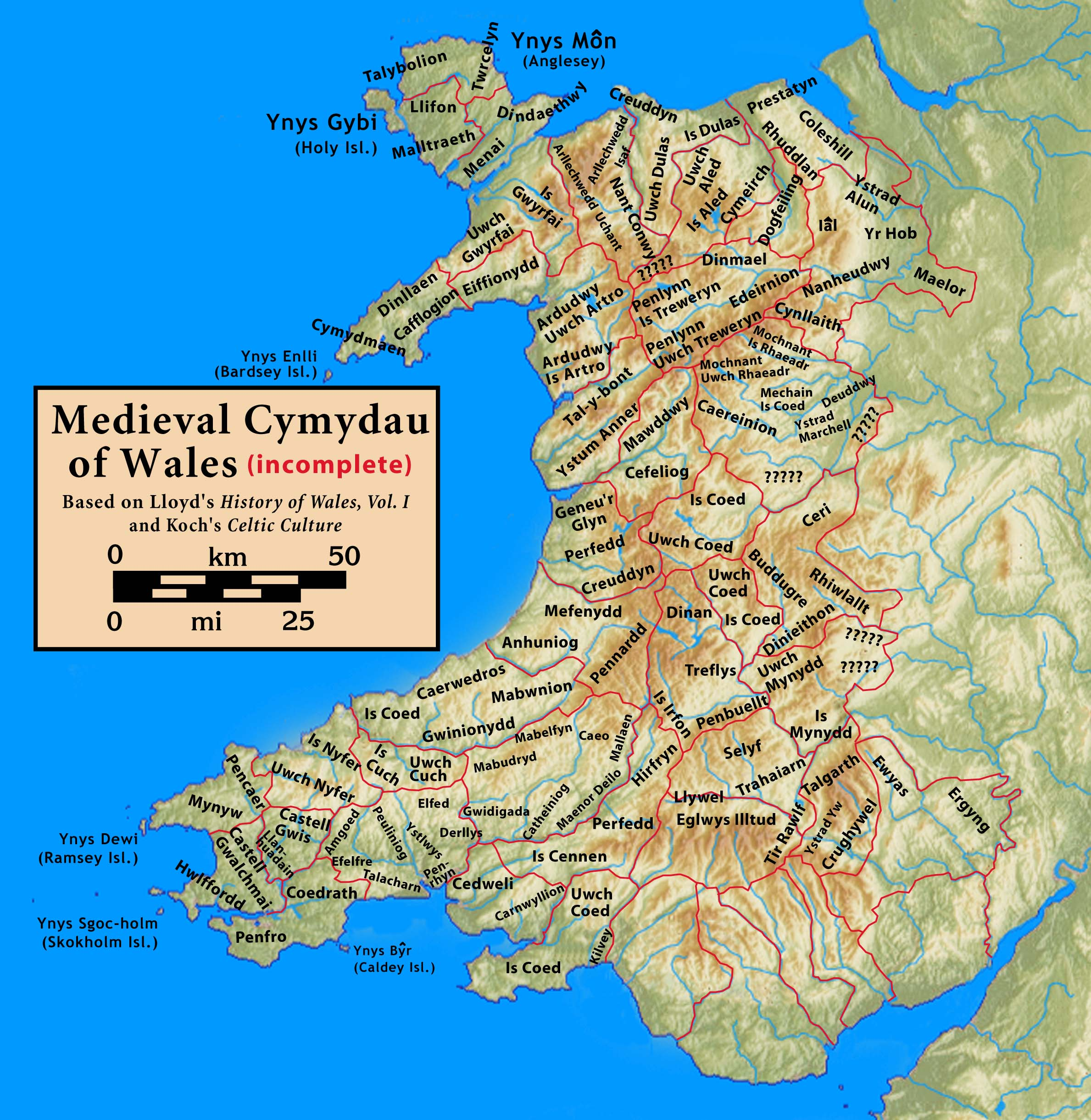
Коммоты средневекового Уэльса

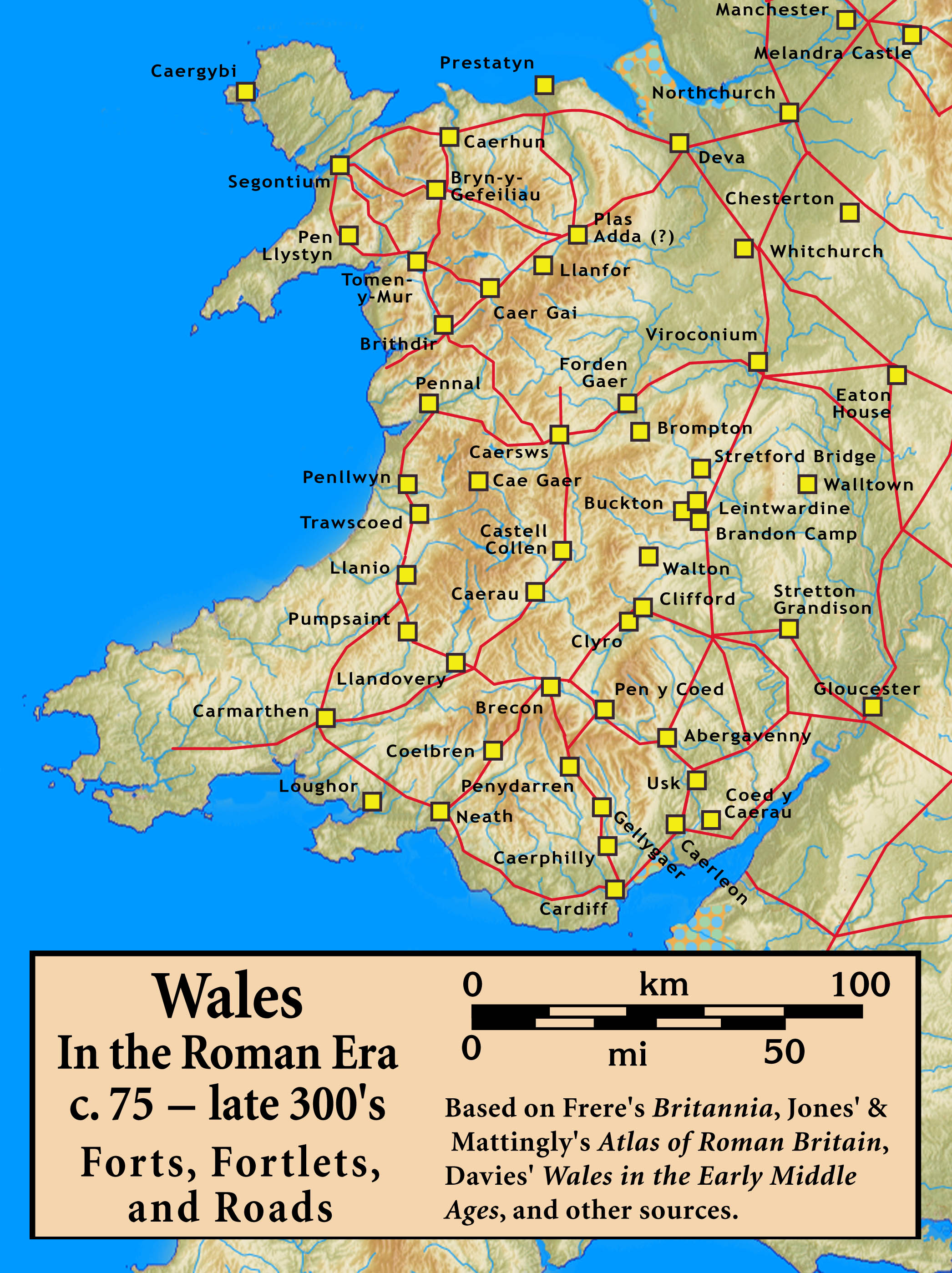
Локация римских фортов и дорог в Уэльсе к 395 году

## История

### В позднее средневековье
После смерти Мадога ап Маредидда, последнего правителя единого Поуиса и его старшего сына и наследника в 1160 году, королевство было разделено между его выжившими сыновьями Грифидом Майлором, Оуайн Виханом и Оуайном Брогинтином, и его племянником Оуайном Кифейлиогом и его братом Иорвертом Гохом. Пенллин был унаследован Оуайном Брогинтином; Эдейринион был домом для его матери (которая не была замужем за его отца), скорее всего он вырос там. Пенллин был присоединён к Гвинеду во времена тогда.

### Правители
- Пебид Пенллин[6]
- Сулбих, сын предыдущего[7]
- Беблих, сын предыдущего[8]
- Горфлунг, сын предыдущего[9]
- Киндульф, сын предыдущего[10]
- Пандульф, сын предыдущего[11]
- Истадер (VI век?[12]), сын предыдущего[13]
- Путер, сын предыдущего[14]
- Капер, сын предыдущего[15]
- Пибир, сын предыдущего[16]
- Кадур, сын предыдущего[17]
- Дейниог, сын предыдущего[18]
- Дивнуал, сын предыдущего[19]
- Брохвайл, сын предыдущего[20]
- Эднивед, сын предыдущего[21]
- Тудвал, сын предыдущего[22]
- Донед, сын предыдущего[23]
- Койд, сын предыдущего[24]
- Ллеутогу (Ллеудоу), сын предыдущего[25]
- Мейрион (около 988 года), сын предыдущего[26]
- Блайт Рудд Гест (около 988 года), возможно он и есть Мейрион[26]
- Киллин (Киниллин[12]), сын предыдущего[26]
- Бледин ап Кинвин, женат на Хаере[27], дочери предыдущего
- Маредид ап Бледин (1075—1132)
- Мадог ап Маредид (1132—1160)
- Оуайн Брогинтин (1160—1186)